# Tiếng Corse
Tiếng Corse (corsu [ˈkorsu] hay lingua corsa phát âm tiếng Corse: [ˈliŋɡwa ˈɡorsa]) là một ngôn ngữ Ý-Dalmatia nói ở Corse (Pháp). Corse gần gũi với phương ngữ Tuscan và do vậy cũng gần gũi với tiếng Ý chuẩn. Một số phương ngôn nam tiếng Corse có mặt trên đảo Sardegna (Ý).
Tiếng Corse từng đóng vai trò ngôn ngữ nói chính trên đảo Corse, cùng với tiếng Ý (ngôn ngữ chính thức ở Corse cho đến năm 1859, khi nó bị tiếng Pháp thế chỗ). Trong hai thế kỷ tiếp theo, việc dùng tiếng Pháp lan rộng đến mức, vào lúc Giải phóng năm 1945, mọi người dân trên đảo đều biết ít nhiều tiếng Pháp. Đến thập niên 1960, không còn người đơn ngữ tiếng Corse nào. Năm 1995, ước tính 65% người đảo Corse biết tiếng Corse ở mức nào đó, và thiểu số, chừng 10%, dùng tiếng Corse làm ngôn ngữ thứ nhất.